# Летим со мной
Летим со мной (англ. Come Fly with Me) — британский комедийный сериал, созданный комиками Мэттом Лукасом и Дэвидом Уолльямсом, известными по шоу «Маленькая Британия». Сериал о работе «одного из самых загруженных» аэропортов Британии и нескольких вымышленных авиакомпаний снят в стиле псевдодокументального кино. В роли ведущей выступила шотландская актриса Линдси Дункан («Алиса в стране чудес», «Доктор Кто»). Премьера сериала состоялась на канале BBC One 25 декабря 2010 года.

## Производство
В июне 2010 года герои шоу «Маленькая Британия» Мэтт Лукас и Дэвид Уолльямс заявили о том, что они собираются создать новый сериал, пародирующий известные британские документальные сериалы Airport и Airline. Съёмки сериала начались в августе 2010 года. Две недели съёмки проходили в аэропорту Донкастер-Шеффилд, ещё три недели в Лондонском аэропорту Станстед и на студии Pinewood.
28 января 2012 года руководство BBC подтвердило информацию о продолжении съёмок сериала. Второй сезон стартует на канале BBC One во второй половине 2012 года.

## Действующие лица

### Основные персонажи
- Омар Баба́ (Уольямс) — эксцентричный владелец авиакомпании «Низколёт», который постоянно оказывается посреди пиар-скандала.
- Солнышко (Лукас) — набожная продавщица кофе, которая постоянно придумывает повод для того, чтобы закрыть свой киоск и взять выходной
- Моисей Бекон (Уольямс) — менеджер по обслуживанию VIP-пассажиров на «Великобританских Авиалиниях», также занимается сбором пожертвований для своего благотворительного фонда «Крылья желания»
- Йен Фут (Уольямс) — руководитель миграционного контроля аэропорта, недалёкий расист, ненавидящий иностранцев, но всячески отрицающий это
- Томми Рейд (Лукас) — молодой шотландец, работник ресторана быстрого питания «Счастливый Бургер», который мечтает стать пилотом.
- Тадж Манзур (Лукас) — наземный разнорабочий авиакомпании «Низколёт», британец арабского происхождения, любитель женщин, преданный поклонник кинематографа, мечтающий стать кинорежиссёром
- Мелоди Бейнс (Уольямс) и Кили Сент-Клер (Лукас) — девушки на стойках регистрации авиакомпании «Низколёт»
- Микки Минкин (Лукас) и Бастер Белл (Уольямс) — папарацци
- Фёргел О’Фаррелл (Лукас) — стюард-гей авиакомпании «Пресвятая Богородица»
- Роберт (Уольямс) и Стюарт (Лукас) — офицеры таможни аэропорта
- Саймон (Лукас) и Джеки Трент (Уольямс) — первый в Британии семейный тандем пилотов, работающий в авиакомпании «Великобританские Авиалинии»
- Питер (Лукас) и Джудит Сёрнейм (Уольямс) — семейная пара, которая постоянно попадает в неприятности с туристическими путёвками авиакомпании «Низколёт»
- Пенни Картер (Уольямс) — элитная стюардесса первого класса трансконтинентальный перелётов авиакомпании «Великобританские Авиалинии»
- Терри (Уольямс) и Джон (Лукас) — отец и сын, работники багажного отделения
- Хелен Бейкер (Салли Роджерс) — руководитель секции регистрации авиакомпании «Низколёт»
- Лиза (Пиппа Беннетт-Уорнер) — девушка на стойке регистрации авиакомпании «Низколёт»

### Второстепенные персонажи
- Джофф и Сью (Уольямс и Лукас) — влюблённая пара, отправляющаяся в Диснейленд, чтобы заключить там брак (сезон 1, серия 1)
- Хэтти Вульф (Лукас) — 92-летняя англичанка немецкого происхождения, совершающая "первый в жизни полёт на самолёте" (сезон 1, серия 1)
- Асука и Нанако (Уольямс и Лукас) — японские школьницы, прилетевшие в аэропорт специально, чтобы увидеть своего кумира — Мартина Клунза (сезон 1, серия 1)
- Ли Лодж (Уольямс) — стюард-стажёр авиакомпании «Пресвятая Богородица» (сезон 1, серия 2)
- Капитан Стиррик (Тед Роббинс) — пьяный пилот (сезон 1, серия 2)
- Семья Вудс (Уольямс и Лукас) — семья с тремя детьми, приехавшая в аэропорт на неделю раньше даты вылета и, в итоге, пропустившая свой рейс (сезон 1, серия 4)
- Кеннет (Лукас) — работник пограничного контроля, мимо которого пытается проскочить Йен Фут (сезон 1, серия 4)
- Стив Доунс (Лукас) — кинолог службы пограничного контроля (сезон 1, серия 5)
- Джордж Спайрс (Лукас) — уборщик туалетов, старейший работник аэропорта (сезон 1, серия 5)
- Колин (Уольямс) и Гевин (Лукас) — реконструкторы исторических сражений, пытающиеся пронести в самолёт старинное оружие (сезон 1, серия 5)
- Пассажир-аллергик (Алекс МакКуин) — страдающий аллергией на арахис пассажир, которому Фёргел подсовывает орехи, чтобы затем героически его спасти (сезон 1, серия 5)
- Корин Оливер (Уольямс) — работница службы, помогающей инвалидам-колясочникам в аэропорту (сезон 1, серия 6)
- Рэй (Уольямс) и Энн Уилкинс (Лукас) — владельцы паба в аэропорту (сезон 1, серия 6)
- Мэри О’Мара (Анна-Мария Гиллард) стюардесса, которая вместе с Фёргелом получает приз «Стюард года» (сезон 1, серия 6)

### Знаменитости
В каждой серии появляется какая-либо знаменитость в роли самой себя. В сериале снимались:
- Джери Халлиуэлл
- Дэвид Швимер
- Руперт Гринт
- Барбара Виндзор
- Анна Фрил
- Дэйл Уинтон[англ.]

### Авиакомпании
- Низколёт (англ. FlyLo) — британская бюджетная авиакомпания, имеющая самые худшие экологические показатели во всей Британии. Привелекает пассажиров самыми дешёвыми ценами на авиабилеты, например из Лондона в Нью-Йорк всего за ₤1, при этом забывая упомянуть об авиационном сборе в £480. Также компания имеет своё турбюро и персональный сайт «www.flylo.co.uk.com.org.net.com.com».
- Пресвятая Богородица (англ. Our Lady Air) — ирландская бюджетная авиакомпания, конкурент «Низколёта».
- Великие Британские Авиалинии (англ. Great British Air) — позиционирует себя, как крупнейший авиаперевозчик в Великобритании. Совершает авиаперелёты практически во все страны мира. Отличается элитным обслуживанием пассажиров первого класса.

## Эпизоды

### Рейтинги эпизодов
| Номер эпизода | Зрители (млн.чел.) |
| ------------- | ------------------ |
| 1             | 12.49              |
| 2             | 8.81               |
| 3             | 7.81               |
| 4             | 7.43               |
| 5             | 7.11               |
| 6             | 7.22               |

## DVD и Blu-ray
| DVD | DVD                         | Количество дисков | Год выпуска | Количество эпизодов | Релиз    | Релиз          | Релиз          |
| DVD | DVD                         | Количество дисков | Год выпуска | Количество эпизодов | Регион 1 | Регион 2       | Регион 4       |
| --- | --------------------------- | ----------------- | ----------- | ------------------- | -------- | -------------- | -------------- |
|     | Come Fly with Me — Series 1 | 2                 | 2011        | 6                   | TBA      | 21 ноября 2011 | 24 ноября 2011 |

| Blu-ray | Blu-ray                     | Количество дисков | Год выпуска | Количество эпизодов | Релиз    | Релиз          | Релиз    |
| Blu-ray | Blu-ray                     | Количество дисков | Год выпуска | Количество эпизодов | Регион A | Регион B       | Регион C |
| ------- | --------------------------- | ----------------- | ----------- | ------------------- | -------- | -------------- | -------- |
|         | Come Fly with Me — Series 1 | 2                 | 2011        | 6                   | TBA      | 21 ноября 2011 | TBA      |

## Критика
Сериал был воспринят критиками неоднозначно. Как и с шоу «Маленькая Британия», создателей сериала обвинили в расизме и предвзятом отношении к меньшинствам. Британский таблоид Daily Express назвал сериал худшим комедийным шоу, которое когда-либо было показано на Рождество, выразив при этом сомнения в адекватности людей на канале BBC One, которые выбрали именно это шоу в качестве рождественского. Другой известный британский таблоид The Daily Mirror напротив отметил, что сериал имел оглушительный успех, добавив при этом, что обвинения в расизме со стороны Daily Express явно необоснованны. Первую серию посмотрело более 12 миллионов человек. Сериал стал самым популярным комедийным шоу в 2010 году, а также третьим по популярности Рождественским шоу в истории Британского телевидения.